# サン・パウロ (空母)
サン・パウロ（São Paulo, A12）は、ブラジル海軍の航空母艦。
「ミナス・ジェライス」の後継艦として、フランス海軍のクレマンソー級航空母艦「フォッシュ」を購入したものである。
ブラジル海軍の旗艦を務めた。この艦は、回転翼機ならびに固定翼機の操縦資格試験（およそ500回のカタパルト射出を含む）や、ブラジル初の空母発艦機による攻撃作戦の訓練に、積極的に使われていた。
「ミナス・ジェライス」に比べて速度は50%増、搭載可能機数は倍加しており、ブラジル海軍の機動部隊の中核をなしていた。

## 艦名等
艦名は同国のサン・パウロ州またはその州都であるサン・パウロ市に由来する。この名を冠したブラジル海軍艦としては4代目である。
艦名として NAe São Paulo と記載されるが、NAeは所属海軍を表しているのではなく、ポルトガル語で空母を意味する"Navio-Aeródromo"の頭文字である。「ミナス・ジェライス」の場合 NAeL Minas Gerais であり、軽空母を意味する"Navio-Aeródromo Ligeiro"だったが、サン・パウロでは軽(Ligeiro)という語が無く、名実共に正規空母であった。
モットーは"Non ducor, duco" 「我は導かれず。我こそが導く」であり、サン・パウロ市並びにかつてこの名を冠していた戦艦「サン・パウロ」のモットーと同じである。

## 搭載機

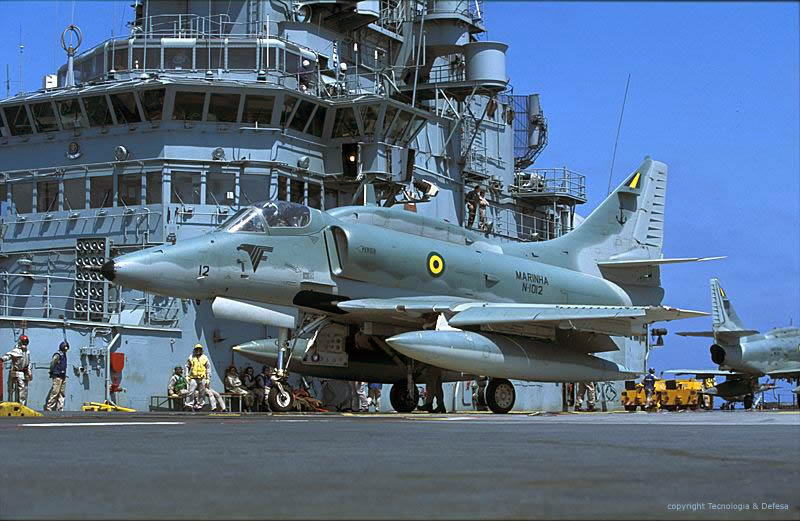
サン・パウロ艦上のAF-1

艦載機は、各種ヘリコプターの他に、「ミナス・ジェライス」の時代に7000万USドルでクウェートから購入したA-4スカイホークを引き続き搭載していた。ブラジルではA-4スカイホークはAF-1ファルカン（ファルカン"Falcão" とはポルトガル語でハヤブサまたはタカの意）と名付けられている。スカイホークはロケットランチャー・自由落下爆弾・サイドワインダー空対空ミサイル等の装備が可能であるが、目下のところパイロットの空母上での作戦訓練がサン・パウロの主な任務であった。

## 艦歴
元はフランス海軍の空母「フォッシュ」である。ブラジル海軍の前任空母「ミナス・ジェライス」は、第二次世界大戦時の建艦であったため老朽化が進んでおり、1990年代頃からその後継艦をどうするかという問題が重要になってきた。自国での新規建艦案も検討されたが、推定で完成までに5億USドルもの予算と8年もの期間が必要であることなどから、「ミナス・ジェライス」と同じく中古空母の購入にてまかなわれることとなった。
対象となったフランス海軍空母「フォッシュ」は1957年から1960年にかけて建艦されたクレマンソー級航空母艦2番艦であり、予定されていた退役時期を数年残して2000年の9月におよそ1200万USドルでブラジルに売却された。同年11月15日にフランスのブレスト港にてブラジルに引き渡されると同時にブラジル海軍に編入されている。数ヶ月の修理と武装の撤去後、16日かけて大西洋を横断し、2001年2月17日にリオデジャネイロ市に到着した。
当時のブラジル大統領フェルナンド・エンリケ・カルドーゾは、引渡式典で次のように述べている。「空母サン・パウロの就役は、国家の利益を防護する能力に置いて、重要な拡大を我らが海軍力にもたらした。我が国のように、7,000km以上にわたる長大な海岸線を持つ国家は、国際社会に置いてその水準に相応しい海軍力を必要とする。今日ブラジルは、以前のように、その主権の尊重の保証を国家に提供する具体的な対策の履行について懸念している。我々は今も、そしてこれからも常に平和のために戦う国民である。しかしそれは適切な抑止力を授かった近代的軍備なしに可能である事を意味しない。今日に置いても、海上航空戦力を効率的に運用できる国は非常に少ない。ブラジルがその数少ない国の一つであり続けることは重要なことである」
第二次世界大戦時の設計だった「ミナス・ジェライス」に比べればはるかに状態は良く、当初からジェット艦上機の運用を念頭に置いた設計であったので、「ミナス・ジェライス」の時のような大規模な改装は必要なかった。就役時の状態でも、予見しうる未来に置いてその役割を効果的に果たすことが期待されたが、臨戦態勢になるにはさらなる近代化改装の努力が予期された。
フランスにおいて、「フォッシュ」時代に装備していた100mm単装砲とクロタル空対空ミサイル発射機は全撤去されている。ミストラル空対空ミサイル6連装発射機サドラル2基については、撤去されたか残置されたか定かでない。
「サン・パウロ」としての最初の3年の間にこの艦は様々な任務を遂行しており、その幾つかはARAEXやTEMPEREXのような海外合同作戦であった。その作戦に置いて、「ベインティシンコ・デ・マヨ」が退役して以来空母を保持していないアルゼンチン海軍の艦載機、シュペルエタンダールやS-2Tターボトラッカーの空母上での運用訓練がサン・パウロ艦上で行われた。
2005年から2010年にかけては蒸気タービンの点検と修理、復水器の維持、ボイラーの再循環、2つの高圧圧縮機の修理、AC発電機の改訂、スペアパーツの購入、ポンプ、バルブ、および構造物のメンテナンス、2つのAPIオイル水分離器の追加、2つの水冷ユニットの設置、化学酸素発生器のアップグレード、オイルタンクの修理および処理、海軍戦術データシステムの代替、閉回路テレビシステムの設置、IFFトランスポンダの設置、MAGEシステム（ESM）の搭載、フライトデッキの点検、修理、再塗装、光学着艦システム処理ユニットのアップグレード、カタパルトの改訂などの近代化を受けている。しかし近代化後もエンジンや推進シャフト、カタパルトの不足は依然として再燃しており、2012年以降、海に向かうことはめったになかった。
2011年にブラジル海軍高官は、「サン・パウロ」にさらなる対空早期警戒能力と対潜哨戒能力を追加するために中古のS-2トラッカーを10機弱購入し、半数に早期警戒機改装を施して、両者を「サン・パウロ」で運用するプランがあることを明かした。
2012年2月、リオ・デ・ジャネイロ軍港に停泊中に火災事故を起こし水兵1名が死亡した。
2014年12月、IHSジェーンズはブラジル海軍は4年間のアップグレードプロセスを開始し修理と並行して寿命延長・近代化し2025年にこれを完了、2039年まで現役まで持たせる計画であると報じた。近代化計画には、推進システム全体、カタパルトおよび戦闘システムの置き換えが含まれ、エスタドによれば、近代化は10億ブラジル・レアルを超えるコストを伴うとされていた。
2017年2月14日、海軍は近代化計画を打ち切り、運用終了を発表、今後3年間で解体されると発表した。理由はブラジル海軍にとっての優先度が低いことと考えられている。また、海軍の通信情報技術局は「サンパウロの能力を回復させるために、いくつかの試みが行われたが、近代化計画は高い財政投資を必要とし、技術的な不確実性を含んでおり、完了には長い期間を必要とする」との声明を発表している。また同声明では「後継となる空母取得の優先順位は海軍にとって3番目の優先課題である」とした。艦載機については国内外で訓練を続ける予定である。2018年11月22日、正式にブラジル海軍を退役。後継艦としてイギリス海軍のヘリコプター揚陸艦「オーシャン」が検討され、2018年にブラジル海軍が購入、「アトランティコ」として再就役した。

### 退役後
ブラジルとフランスの協定により「サン・パウロ」の最終使用者はブラジルとなっていたため、「サン・パウロ」はスクラップとして売却されることとなった。2019年9月23日、ブラジル国防省は「サン・パウロ」を最低125万ドルで入札を開始すると発表した。その後は落札したトルコでの解体が予定されていたが、1番艦のクレマンソー同様にアスベストやPCB等による環境汚染の問題により、2022年にはリオデジャネイロで係留されていた。2022年8月、トルコ政府は同国企業がサンパウロを解体する許可を取り消した。
その後、ブラジル政府からも入港を拒否された為ペルナンブコ州沖をさまよっていた。また、船体に大きな裂け目が発見され、2023年1月までに2,787リットルの浸水が確認されていた。サウジアラビアの企業による購入も検討されていたが、「浮力の低下で沈没が避けられない」と言われる中、2023年2月3日にブラジル海軍はサンパウロを実艦的として海没処分された。「最も安全」とされる同国の海岸線から350kmの領海、水深5,000mの海底に沈めて処分されたが、 フランスの環境団体「ロバンデボワ（Robin des Bois） から「3万トンの有害物質が含まれている」とされ、環境汚染の原因になると批判を受けている。